# سيللولاز

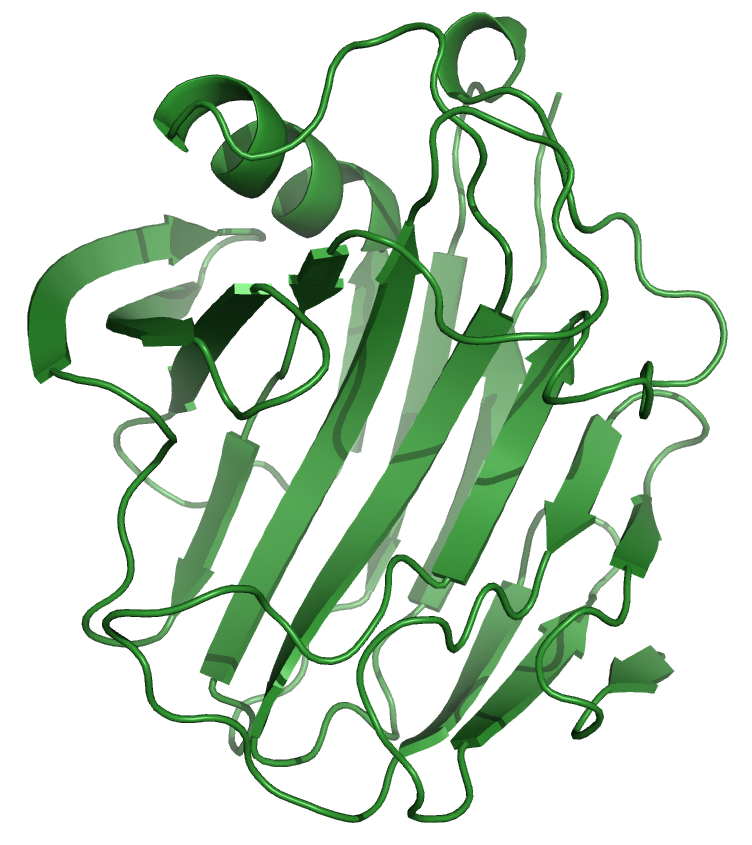
تمثيل شريطي لـ Streptomyces lividans beta-1,4-endoglucanase catalytic domain - مثال عن عائلة 12 هيدرولاز غلكوزيد.

السيليولاز أو انزيم سليوليز  أو سيلوبيوز هو واحد من الأنزيمات المتعددة التي تولدها أساسًا الفطور والبكتيريا والكائنات الأولية التي تحفز السليولوليس (cellulolysis) الناتج عن تفكك السليولوز وبعض متعددات السكاريد، وخصوصًا تحلمه الرابطة الغلكوسيدية 1، 4-بيتا-D في السليولوز والهيميسليولوز [الإنجليزية] والليكينين [الإنجليزية] وبيتا غلوكان [الإنجليزية] القمح. يفكك السليولاز جزيء السليولوز إلى سكاكر أحادية بسيطة مثل بيتا غلكوز أو إلى متعدد سكاريد أقصر وسكريات قليلة التعدد. ويستخدم الاسم أيضًا لأي مزيج طبيعي الحدوث من الأنزيمات المتنوعة التي تعمل على نحو متسلسل أو بالتآزر لتحليل المادة السليولوزية.